# Odienné
Odienné è una città della Costa d'Avorio, capoluogo del distretto di Denguélé e dell'omonimo dipartimento.
È sede vescovile cattolica.